# ノルウェー海流

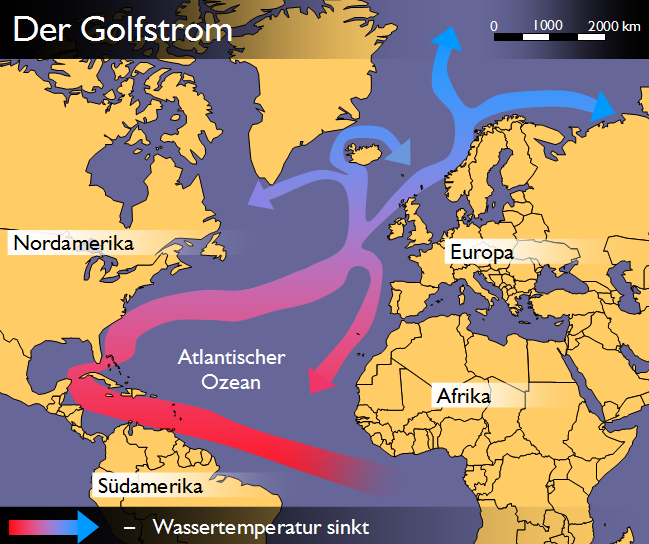
図下側から北赤道海流→メキシコ湾流→北大西洋海流→北上し東グリーンランド海流・東進しノルウェー海流→スピッツベルゲン海流。

ノルウェー海流（ノルウェーかいりゅう、英: Norwegian Current）は、北大西洋海流の続流でノルウェー海を北上する海流をいう。ノルウェー北方で二分し、スカンジナビア北岸沿いにバレンツ海に向かう海流と、スピッツベルゲン島に向かうスピッツベルゲン海流となる。
流速は0.5ノット程度で流量も約300万トンにすぎないので、海流としては大きなものではない。しかし、北極海の海流には重要な役割を果たしており、この流量はベーリング海峡からの流入量のおよそ10倍といわれている。ノルウェー海流の西側では東グリーンランド海流との間にいくつかの渦流を形成する。東側ノルウェー沿岸部には夏には高温、冬には低温となる低塩分なノルウェー沿岸流があって、ノルウェー海流本体との間には顕著な潮境が見られることが多い。
スコットランド沖におけるノルウェー海流水は大部分が水温摂氏8度以上、塩分35.25‰以上で、北大西洋中央水の特徴を保存しているが、ノルウェー沖においては大気との間に激しいエネルギー交換があるため、急速に低温、低塩分となる。ノルウェー沖の夏の水温が高いと、これに続く北欧の冬から春の気温が高い傾向があるという。また最近における北極温暖化やタラ漁場の北限はノルウェー海流勢力の増大が有力な一因と言われている。
ノルウェー海流域の西側では冬季の冷却によって表層水は密度が高まり深層まで沈降することができる。これは北極海の均質な深層水の源泉であるが、北大西洋へはスコットランドとアイスランドを結ぶ海嶺に妨げられて溢流しない。